# Daniel Graßmück
Daniel Graßmück (* 8. Januar 1987) ist ein österreichischer Badmintonspieler. 

## Karriere
Daniel Graßmück wurde von 2005 bis 2008 zehnmal österreichischer Juniorenmeister in den Altersklassen U19 und U22. 2009 gewann er seine erste Medaille bei den Erwachsenen, wobei er sich Bronze im Herrendoppel mit Roman Zirnwald erkämpfen konnte. 2010 gewann er Silber im Doppel mit Zirnwald und Bronze im Herreneinzel. 2010 nahm er auch an den Badminton-Weltmeisterschaften teil. 2012 wurde er Dritter bei den Bulgaria Open. 2018 wurde er erstmals Österreichischer Meister im Herrendoppel gemeinsam mit Roman Zirnwald.